# Plaine Magnien
Plaine Magnien är en ort i Mauritius.   Den ligger i distriktet Grand Port, i den sydvästra delen av landet, 30 km sydost om huvudstaden Port Louis. Plaine Magnien ligger 67 meter över havet och antalet invånare är 10 778. Den ligger på ön Mauritius.
Terrängen runt Plaine Magnien är platt åt sydost, men åt nordväst är den kuperad. Havet är nära Plaine Magnien åt sydost.  Närmaste större samhälle är Mahébourg, 4,0 km nordost om Plaine Magnien. 